# Chiesa dei Santi Pietro e Vincenzo martire
La chiesa dei Santi Pietro e san Vincenzo martire è un luogo di culto cattolico di Tenero.

## Storia
Edificata sull'area di un originario edificio forse d'origine altomedievale, venne rinnovato nel 1586 per poi essere trasformata in epoca barocca. Nel 1719 fu aggiunto il coro, e le due cappelle laterali negli anni 1742-1747. Di fronte alla facciata sta l'antico ossario del 1751. Subì un restauro con rinnovamento interno e sostituzione dell'arredo liturgico nel 1995.

## Descrizione

### Interno
All'interno l'aula è coperta da una volta a botte decorata nella seconda metà del XIX secolo. Gli stalli del coro sono del 1794 mentre le cappelle laterali presentano altari neoclassici in marmi policromi. In controfacciata si trova l'organo a canne Mascioni opus 1201, costruito nel 2017; a trasmissione elettrica, dispone di 12 registri su due manuali e pedale.